# Theo Matejko
Pour les articles homonymes, voir Matejko.
Theo Matejko, né le 18 juin 1893 à Vienne (Autriche) et mort le 9 septembre 1946 à Vorderthiersee dans le District de Kufstein en Autriche, est un illustrateur et dessinateur de presse autrichien.

## Éléments biographiques
Cet artiste habile et renommé fut longtemps un des illustrateurs attitrés du Berliner Illustrierte Zeitung et créa aussi des affiches de cinéma (Le Dernier des hommes de Friedrich Wilhelm Murnau, 1924). Après son adhésion au Parti national-socialiste en 1933, il devint un des dessinateurs officiels de la propagande nazie. 
Il est particulièrement connu en France pour une célèbre affiche de propagande intitulée « Populations abandonnées faites confiance au soldat allemand », qui fut diffusée après l'invasion de 1940 à l'intention des civils restés dans les territoires envahis, de même qu'en Belgique et aux Pays-Bas (en version flamande). Plusieurs affiches anti-britanniques signées par lui ont également été éditées en France sous l'Occupation.

## Sources
- Dominique Rossignol, Histoire de la propagande en France de 1940 à 1944 : l'utopie Pétain, Paris, Presses universitaires de France, coll. « Politique d'aujourd'hui », 1991, 351 p. (ISBN 978-2-13-043474-0, OCLC 419256192), p. 309.
- Philippe Delangle, Michel Wlassikoff et Jean-Pierre Greff (prés.) (préf. Jean-Pierre Azéma, exposition présentée à l'École supérieure des arts décoratifs de Strasbourg du 8 février au 15 mars 2000 dans les salles de l'Aubette), Signes de la collaboration et de la Résistance, Paris, Autrement, 2002, 173 p. (ISBN 978-2-7467-0224-0, OCLC 634791203), p. 24.